# 官塘陈氏大宗祠
陈氏大宗祠，位于中国广东省潮州市潮安区官塘，为潮州市潮安区文物保护单位，类型为古建筑，公布时间为1987年12月。
陈氏大宗祠的历史年代为宋元符。